# Santo Tomé (Jaén)
Santo Tomé is een gemeente in de Spaanse provincie Jaén in de regio Andalusië met een oppervlakte van 73 km². In 2001 telde Santo Tomé 2304 inwoners.

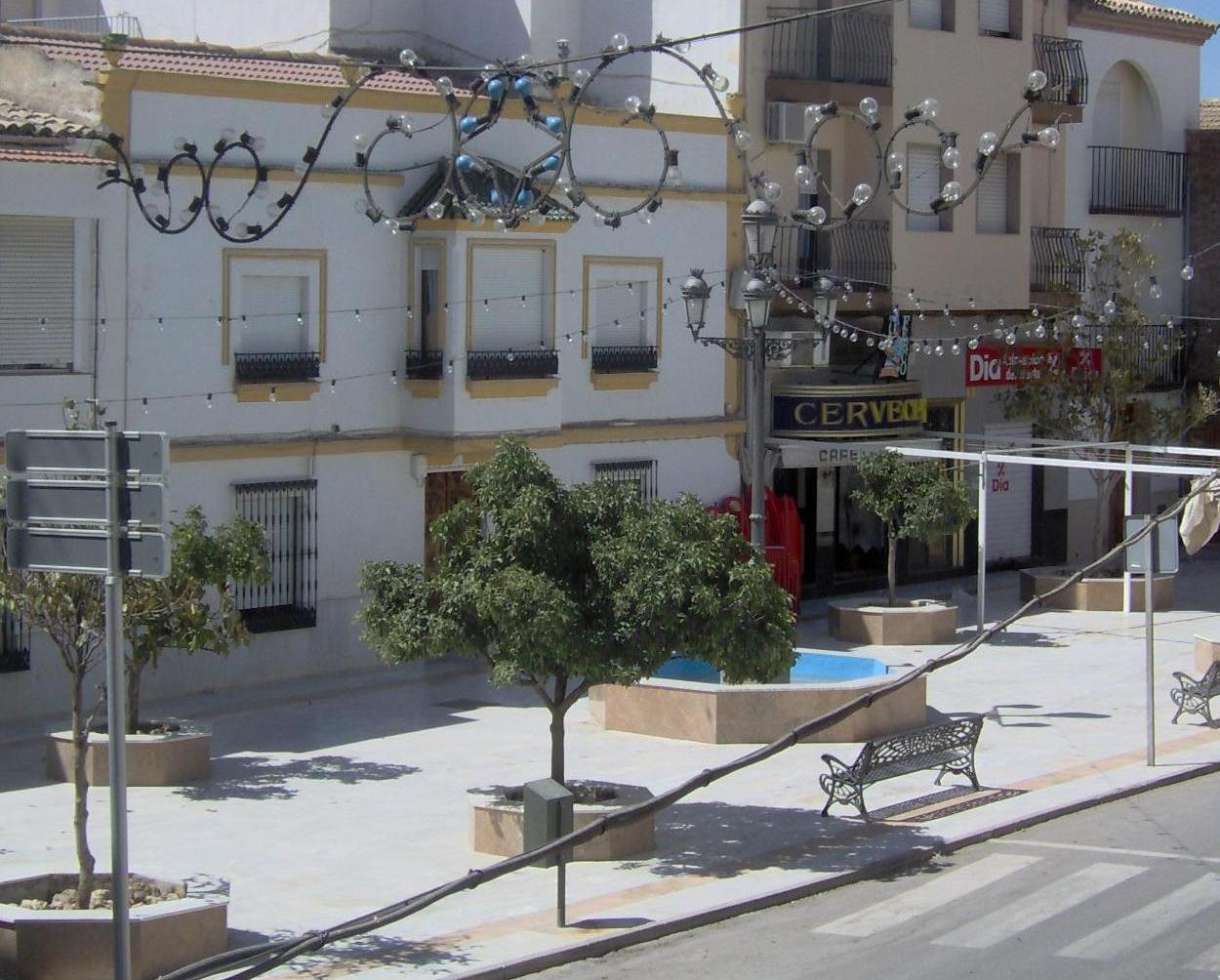
Plein